# Thecla juicha
Thecla juicha är en fjärilsart som beskrevs av Tryon Reakirt 1866. Thecla juicha ingår i släktet Thecla och familjen juvelvingar. Inga underarter finns listade i Catalogue of Life.